# کومپینا
کومپینا (به لهستانی:  Kompina) یک روستا در لهستان است که در گمینا نگبوروو واقع شده‌است.
 کومپینا  ۴۱۰ نفر جمعیت دارد و ۸۱ متر بالاتر از سطح دریا واقع شده‌است.